# Rheinwald (Szwajcaria)
Rheinwald – miejscowość i gmina w Szwajcarii, w kantonie Gryzonia, w regionie Viamala. Pod względem powierzchni jest największą gminą w regionie. 1 stycznia 2019 do gminy przyłączono gminy Hinterrhein, Nufenen oraz Splügen.

## Demografia
W Rheinwaldzie mieszkają 564 osoby. W 2020 roku 10,8% populacji gminy stanowiły osoby urodzone poza Szwajcarią. 

## Transport
Przez teren gminy przebiegają autostrada A13 oraz drogi główne nr 13 i nr 567.  